# 天野雨乃
天野 雨乃（あまの あめの、3月18日 - ）は、日本の漫画家、原画家。主に成人向け漫画を描く。あまのあめの名義で、一般向け漫画も執筆する。

## 作品リスト

### アダルトゲーム
- 『聖肛女』 （2004年7月9日発売[2]、BLACK PACKAGE TRY）
- 『義母の吐息 〜背徳心に漂う母の色香〜』 （2005年7月15日発売[3]、TinkerBell）
- 『恥肛母 〜穢された双臀〜』 （2006年6月23日発売[4]、BLACK PACKAGE TRY）
- 『聖皇女クラウディア』 （2010年12月10日発売[5]、BLACK PACKAGE TRY）
- 『豚姫様』 （2010年12月27日発売[6]、ORC SOFT）
- 『義母の滴』 （2017年9月29日発売[7]、TinkerBell）

### コミックス
成人向け
- 『H -エイチ-』 （2004年6月19日発売[8]、コアマガジン〈メガストアコミックス029〉、ISBN 4-87734-734-8）
  - 『H1 (エイチ ワン) 新装版』 （2016年10月31日発売[9]、ジーオーティー〈GOTコミックス〉、ISBN 978-4-81480-002-5）
- 『H two -エイチ ツー-』 （2008年8月19日発売[8]、コアマガジン〈メガストアコミックス180〉、ISBN 978-4-86252-452-2）
  - 『H2 (エイチ ツー) 新装版』 （2016年10月31日発売[10]、ジーオーティー〈GOTコミックス〉、ISBN 978-4-81480-003-2）
- 『H3 (エイチ スリー)』 （2016年10月31日発売[11]、ジーオーティー〈GOTコミックス〉、ISBN 978-4-81480-004-9）

一般向け
- 『弓導士』 （2012年 - 、アスキー・メディアワークス〈電撃ジャパンコミックス〉、既刊2巻）
- 『ピンクロイヤル』 （ジーオーティー〈MeDu COMICS〉、全2巻）
  1. 2019年3月30日発売[12]、ISBN 978-4-81480-170-1
  2. 2020年8月31日発売[13]、ISBN 978-4-82360-071-5

### 小説挿絵
- 『M 〜アイドル姉妹』 （2005年8月12日発売[14]、フランス書院〈美少女文庫〉、ISBN 4-8296-5757-X）

### その他
- 『エレベーターガール今日子〜密室の惨劇〜』 （2005年12月発売[15]、デザインフィギュアキャラクターデザイン、Q-six）